# Psaenythia bergii
Psaenythia bergii är en biart som beskrevs av Holmberg 1884. Psaenythia bergii ingår i släktet Psaenythia och familjen grävbin. Inga underarter finns listade i Catalogue of Life.